# Tongo
Tongo is een dorp in Noord-Ghana, ongeveer vijftien kilometer ten zuiden van de stad Bolgatanga. Bekend vanwege de Tengzug Shrines in de nabijgelegen heuvels en nog altijd toeristen trekken.